# خالدة خلف حنا الطوال
خالدة خلف حنا الطوال ضابط في الشرطة الأردنية. وهي تخدم حاليا كواحدة من أبرز الرتب العسكرية النسوية في الأمن الأردني. وهي رئيسة قسم الشرطة النسائية في الأمن العام.
هي رئيسة قسم الشرطة النسائية في مديرية الأمن العام .وهي أيضا عضو رئيسي في اللجنة الوطنية الأردنية لشؤون المرأة وتعرف أيضا بجهودها في تمكين حقوق وأمان المرأة في الأردن. انضمت إلى المديرية في عام 1991. وعملت كمتطوعة في شؤون اللاجئين وكذلك خدمت كمنسقة في أزمة الثورة السورية . عملت كمحررة أخبار ومنتجة برامج وكاتبة ومقدمة برامج للمديرية.
حصلت على الجائزة الدولية للمرأة الشجاعة في الثامن من آذار لعام 2019 وهي جائزة تقدم للنساء لإنجازاتهن االرائعة والتي غالبا لا تلاحظ في يوم المراة العالمي من قبل وزارة الخارجية الأمريكية وتم ترشيحها كواحدة من بين عشرة لاستلام للجائزة.

## معرض صور

خالدة الطوال بين زميلاتها اللواتي استلمن الجائزة الدولية للمرأة الشجاعة
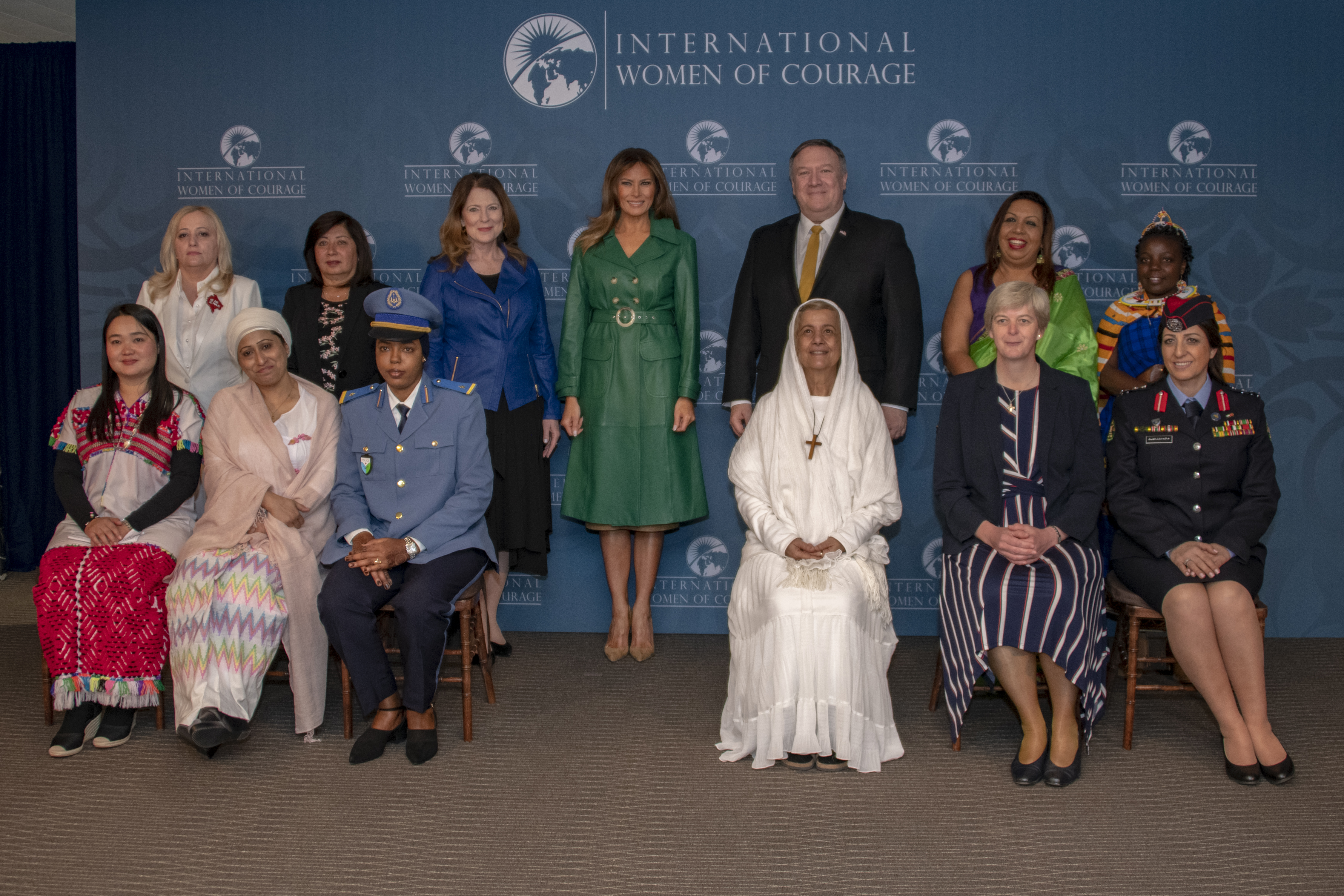
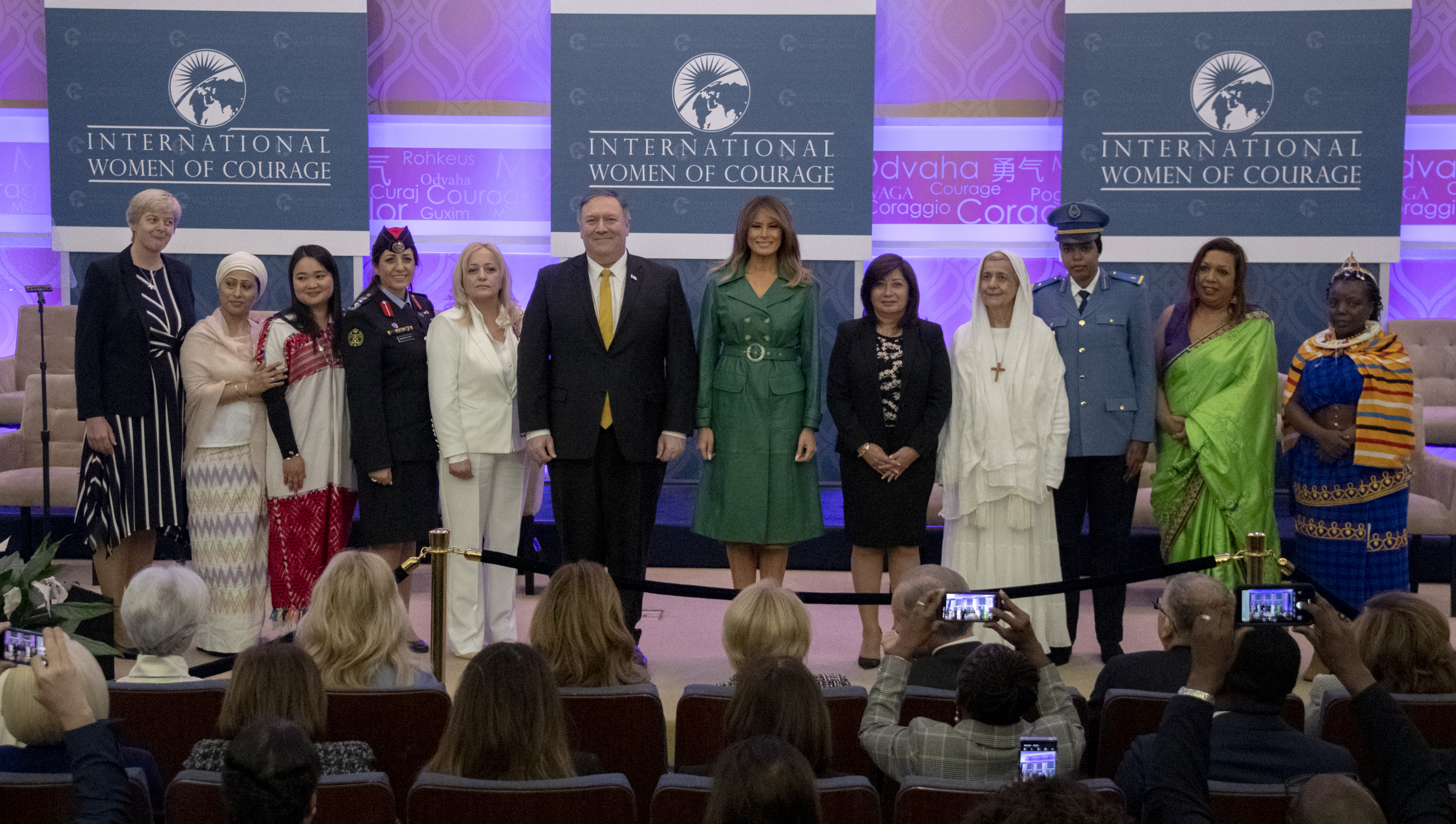